# Liste des monuments nationaux du Luxembourg
Pour les articles homonymes, voir Monument historique.

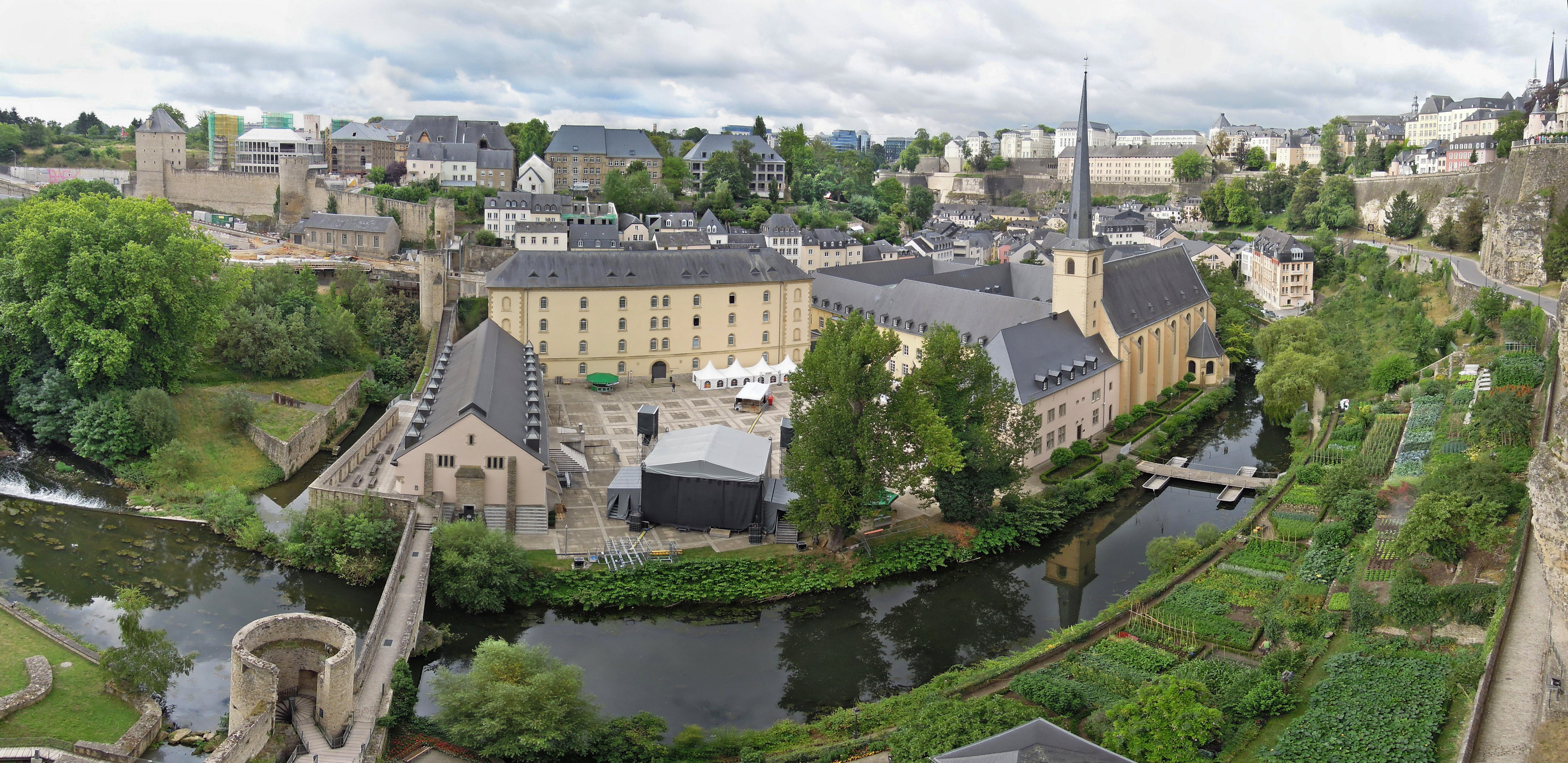
L'abbaye de Neumünster à Luxembourg abrite le Service des sites et monuments nationaux.

La liste des monuments nationaux du Luxembourg (officiellement : liste des immeubles et objets classés monuments nationaux ou inscrits à l'inventaire supplémentaire) a été établie à la suite de la loi du 12 août 1927 concernant la conservation et la protection des sites et monuments nationaux. Cette loi, modifiée en 1945 et en 1968, a été remplacée par la loi du 18 juillet 1983.
La loi distingue deux niveaux de protection :
- les monuments nationaux classés, concernant les immeubles « dont la conservation présente au point de vue archéologique, historique, artistique, esthétique, scientifique, technique ou industriel, un intérêt public[2] » ;
- les monuments inscrits à l'inventaire supplémentaire sont des immeubles répondant à la définition ci-dessus, « qui, sans justifier une demande de classement immédiat, présentent cependant un intérêt suffisant pour en rendre désirable la préservation[2] ».

La liste actualisée des monuments nationaux, immeubles et objets, classés et inscrits, est publiée au Mémorial tous les cinq ans.

## Listes par communes
Au 1er janvier 2025, sur les 100 communes que compte le Luxembourg, seule Strassen ne compte aucun monument national.